# Distrito electoral de Madison Square (condado de Loup, Nebraska)
Madison Square (en inglés: Madison Square Precinct) es un distrito electoral ubicado en el condado de Loup en el estado estadounidense de Nebraska. En el Censo de 2010 tenía una población de 182 habitantes y una densidad poblacional de 0,35 personas por km².

## Geografía
Madison Square se encuentra ubicado en las coordenadas 41°58′55″N 99°37′52″O / 41.98194, -99.63111. Según la Oficina del Censo de los Estados Unidos, Madison Square tiene una superficie total de 520.09 km², de la cual 519.98 km² corresponden a tierra firme y (0.02%) 0.11 km² es agua.

## Demografía
Según el censo de 2010, había 182 personas residiendo en Madison Square. La densidad de población era de 0,35 hab./km². De los 182 habitantes, Madison Square estaba compuesto por el 98.35% blancos, el 0.55% eran afroamericanos, el 0% eran amerindios, el 0% eran asiáticos, el 0% eran isleños del Pacífico, el 0.55% eran de otras razas y el 0.55% pertenecían a dos o más razas. Del total de la población el 1.1% eran hispanos o latinos de cualquier raza.